# 부강중학교
부강중학교(芙江中學校)는 대한민국 세종특별자치시 부강면 부강리에 있는 공립 중학교이다.

## 학교 연혁
- 1954년 5월 24일 : 부강중학교 설립인가(3학급)
- 1954년 7월 21일 : 개교 및 입학식
- 1954년 8월 20일 : 초대 이정근 교장 부임
- 1957년 3월 7일 : 제1회 졸업식(101명 졸업)
- 2014년 7월 21일 : 학교 리모델링 완료
- 2021년 9월 1일 : 제28대 김진선 교장 부임
- 2023년 1월 5일 : 제67회 졸업 36명(총 졸업생 10,335명)

## 참고 자료
- 부강중학교 - 한국교육학술정보원 학교알리미